# Ptiloscola
Ptiloscola — рід лускокрилих з родини сатурнієвих, підродини Ceratocampinae. Типовий вид: Othorene lilacina (Schaus, 1900).

## Систематика
До складу роду входять:
- Ptiloscola dargei (Lemaire, 1971) — Мексика
- Ptiloscola descimoni (Lemaire, 1971) — Еквадор
- Ptiloscola lilacina (Schaus, 1900) — Колумбія
- Ptiloscola photophila (Rothschild, 1907) — Еквадор
- Ptiloscola surrotunda (Dyar, 1925) — Мексика
- Ptiloscola wellingi (Lemaire, 1971) — Мексика